# Chhipabarod
Chhipabarod é uma vila no distrito de Baran, no estado indiano de Rajastão.

## Demografia
Segundo o censo de 2001, Chhipabarod tinha uma população de 16,026 habitantes. Os indivíduos do sexo masculino constituem 51% da população e os do sexo feminino 49%. Chhipabarod tem uma taxa de literacia de 62%, superior à média nacional de 59.5%; a literacia no sexo masculino é de 73% e no sexo feminino é de 50%. 18% da população está abaixo dos 6 anos de idade.